# Древники (Красноставський повіт)
Древники (пол. Drewniki) — село в Польщі, у гміні Красничин Красноставського повіту Люблінського воєводства. Населення — 148 осіб (2011).

## Історія
За даними етнографічної експедиції 1869—1870 років під керівництвом Павла Чубинського, у селі здебільшого проживали греко-католики, які розмовляли українською мовою.
У 1944 році, вже за радянської окупації, у селі було відкрито українську школу, проте місцевий учитель виїхав у СРСР, тому школу невдовзі закрили.
У 1975—1998 роках село належало до Холмського воєводства.

## Населення
Демографічна структура станом на 31 березня 2011 року:
|          | Загалом | Допрацездатний вік | Працездатний вік | Постпрацездатний вік |
| -------- | ------- | ------------------ | ---------------- | -------------------- |
| Чоловіки | 71      | 11                 | 48               | 12                   |
| Жінки    | 77      | 12                 | 35               | 30                   |
| Разом    | 148     | 23                 | 83               | 42                   |